# Club Nacional de Football
Club Nacional de Football višešportska je ustanova u Urugvaju. Osnovana je 14. svibnja 1899. u Montevideu, dogovorom između nogometnih klubova  Uruguay Athletic Club i Montevideo Fútbol Club. Iako je klub najpoznatiji po nogometnoj momčadi, ima predstavnike i u ostalim ekipnim športovima kao što su košarka, mali nogomet, tenis, biciklizam, odbojka i šah.

## Klupski uspjesi
Klub je osvojio 46 naslova prvaka u Prvoj urugvajskoj nogometnoj ligi, po čemu je najuspješnija nogometna momčad u državi.
Na međunarodnoj razini, Nacional je osvojio 21 natjecanje, od čega su ih samo 9 priznali FIFA i CONMEBOL. Trostruki su prvaci južnoameričkog klupskog natjecanja Copa Libertadores, te na tom natjecanju klub drži rekord s 515 osvojenih bodova. Klub je osvojio i tri naslova prvaka Interkontinentalna kupa zaredom, te je jedini urugvajski nogometni klub koji je ovo nogometno natjecanje osvojio dva puta ili više. 1989. godine Nacional je postao prvim prvakom natjecanja Recopa Sudamericana. uz to, četverostruki je prvak ugašenog južnoameričkog nogometnog kupa Copa de Honor Cousenier,
Klupski grb napravljen je po uzoru na Zastavu Artigasa, s dvije plave i jednom bijelom vodoravnom prugom.
Većinu svojih domaćih utakmica igra na Stadionu Gran Parque Central, jednom od triju igrališta Prvog svjetskog nogometnog prvenstva 1930. u Urugvaju. Stoga su se na njemu odigrale jedne od prvih utakmica u povijesti FIFA-inih Svjetskih nogometnih prvenstava. Među njima je svakako utakmica između Nogometne reprezentacije SAD-a, koja je 13. srpnja 1930. u sklopu svjetskog prvenstva pobijedila Belgiju 3:0. Na igralištu su se održala dva izdanja Južnoameričkog prvenstva u nogometu: 1923. i 1924.
Najveći protivnik kluba jest gradski suparnik C.A. Peñarol, a utakmica između njih naziva se Urugvajski Clásico.
Prema izvješću CONMEBOL-a, Nacional je bila urugvajska momčad s najvećim uzletom u razdoblju od 2007. do 2012. godine. IFFHS je objavio da su u sezoni 2001./02. bili deseta najbolja momčad na kontitnentu.
Interkontinentalni kup:
- Prvak (3): 1971., 1980., 1988.

## Poznati igrači
- Luis Suárez
- Diego Godín
- Álvaro Recoba
- Hugo de León
- Sebastián Abreu
- José Leandro Andrade
- Ignacio María González
- Diego Lugano
- Fernando Muslera
- Abdón Porte
- Héctor Scarone
- Atilio García
- Luis Artime
- Marcelo Gallardo

## Vanjske poveznice
- Club Nacional – službene stranice  Arhivirana inačica izvorne stranice od 17. listopada 2010. (Wayback Machine) (šp.)